# Cantó de la Baule-Escoublac
El cantó de la Baule-Ecoublac (bretó Kanton ar Baol-Skoubleg) és un cantó francès situat al departament del Loira Atlàntic, a la regió del País del Loira. Està enquadrat al districte de Saint-Nazaire i té 2 municipis. El cap cantonal és La Baule-Escoublac.

## Composició
El cantó aplega 2 comunes: 
| Nom francès        | Nom bretó        | Població | km²   | Codi Postal | Codi INSEE |
| La Baule-Escoublac | Ar Baol-Skoubleg | 15.831   | 22,19 | 44500       | 44055      |
| Pornichet          | Pornizhan        | 9.668    | 12,7  | 44380       | 44132      |
| Cantó              | Ar Baol-Skoubleg | 25.499   | 34.86 | -           | 4457       |

## Història
| Data d'elecció                           | Identitat   | Partit           | Qualitat |
| ---------------------------------------- | ----------- | ---------------- | -------- |
| 1985-                                    | Guy Lemaire | RPR, després UMP |          |
| les dades anteriors no són pas conegudes |             |                  |          |